# Lautenbachi Manegold
Lautenbachi Manegold (latinul: Manegoldus, németül: Manegold von Lautenbach), (1030 körül – 1103 körül) latinul író középkori német filozófus.
Egy Opusculum contra Wolfelmum Coloniensem című művet hagyott maga után. Ebben beszámol a közte és egy Kölni Wolfelm nevű személy között 1080 körül a lautenbachi kertekben lezajlott vitáról. Wolfelm azt állítja, hogy a pogány Macrobiusnak a VI. században készített Cicero Somnium Scipionis-kommentárja számos ponton összhangban áll a kereszténységgel. Manegold szerint ezzel szemben a hitet nem lehet a dialektika eszközeivel vizsgálni sajátos természete miatt. Érvelését éppen egy másik Cicero-művel bizonyítja: a De inventione rhetorica (I. 29. 44.) szerint: „Si peprit, cum vir concubit.” Ennek alapján hogyan hihető, hogy Jézus Krisztus Szűz Máriától született? Az embert animal mortaleként határozzák meg, ám Krisztus feltámadott. Manegold szerint tehát vigyázni kell a világi tudományokkal, ha elfordíthatnak a Szentírás mélységeitől.